# Mount Albert
Mount Albert (en maori de Nouvelle-Zélande : Ōwairaka) est une banlieue de la ville d'Auckland, située dans l'île du Nord, en Nouvelle-Zélande.
Elle porte le nom de la montagne Ōwairaka / Mount Albert (en) située sur son territoire.
Sa population croissante amène en 1911 à son indépendance administrative, avant d'intégrer l'aire urbaine d'Auckland.

## Situation
La banlieue est centrée sur les flancs du mont Albert (en), un pic volcanique local, qui domine le paysage du secteur d’Auckland.
Dans le passé, Mt Albert faisait ainsi référence à un borough de 2 500 acres, qui fut créé en 1911 dans le faubourg de la cité d’Auckland.
Mt Albert était aussi l’un des cinq wards d’origine au sein du borough de Mt Albert Borough.
La banlieue est localisée à 7 kilomètres vers le sud-ouest du Auckland CBD.
C’est le siège de la station de train de gare de Baldwin Avenue (en) mais aussi la gare de Mount Albert (en)

## Géographie
Le pic volcanique constitue un parc à l’extrémité sud de la banlieue, qui culmine à 135 mètres de hauteur et un des nombreux cônes volcaniques éteints de la cité d’Auckland, qui font tous partie du champ volcanique d'Auckland.

## La banlieue
La banlieue de Mount Albert fut la seconde à se développer dans le secteur d’Auckland, après Remuera.
Elle fut principalement habitée dans la fin des années 1800 et le début des années 1900 par des familles aisées.
Une croissance significative est survenue entre les deux guerres mondiales.
Elle est entourée par les banlieues voisines de Owairaka, Sandringham, Morningside, Point Chevalier et Waterview.
Son code postal est le 1025.
L’institut de technologie d’Auckland ou Unitec (en), qui est un important collège tertiaire d’éducation, est localisé en direction de l’extrémité nord de la banlieue.
Le centre de recherche de « Mount Albert Research Centre », (établit à l’origine par le DSIR (en)) abrite le centre d’Auckland du Plant & Food Research (en) et d ‘autres instituts de recherche de la Couronne (en).
Le park Fowlds (en) siège dans la zone nord de Mt Albert.

### Démographie
Mount Albert, comprenant la zone statistique de Mount Albert West, Mount Albert North, Mount Albert Central, Mount Albert South et St Lukes, avait une population de 15 204 résidents selon le recensement néo-zélandais de 2018, en augmentation de 720 personnes (soit 5,0 %) depuis le recensement de 2013 en Nouvelle-Zélande, et en augmentation de 1 515 personnes (soit 11,1 %) depuis le recensement de 2006 en Nouvelle-Zélande.
Il y avait 4 866 logements.
On notait la présence de 7 626 hommes et 7 584 femmes, donnant un sexe-ratio de 1,01 homme par femme, avec 2 877 personnes (soit 18,9 %) âgées de moins de 15 ans, 3 741 personnes (soit 24,6 %) âgées de 15 à 29 ans, 7 107 personnes (soit 46,7 %) âgées de 30 à 64 ans, et 1 479 personnes (soit 9,7 %) âgées de 65 ans ou plus.
L’ethnicité étaient pour 60,3 % européens/Pākehās, 8,3 % māoris, 8,1 % de personnes originaires du Pacifique, 31,5 % personnes d’origine asiatique et 4,3 % d’une autre ethnicité
(Le total peut faire plus de 100 % dans la mesure où certaines peuvent s’identifier avec de multiples ethnicités en fonction de l’origine de leurs parents).
La proportion des personnes nées outre-mer était de 40,2 %, comparé avec les 27,1 % au national.
Bien que certaines personnes objectent à donner leur religion, 49,3 % n’avaient aucune religion, 31,4 % étaient chrétiens, et 14,4 % avaient une autre religion.
Parmi ceux d’au moins 15 ans d’âge : 5 154 personnes (soit 41,8 %) avait un niveau de licence ou un degré supérieur et 1 077 personnes (soit 8,7 %) n’avaient aucune qualification formelle.
Le statut d’emploi de ceux d’au moins 15 ans étaient pour 6 489 personnes (soit 52,6 %) employés à plein temps, 1 893 personnes (soit 15,4 %) étaient à temps partiel et 477 personnes (soit 3,9 %) étaient sans emploi.

### Gouvernance
Mount Albert a été administré par le conseil d'Auckland depuis 2010, et conseil de la cité d’Auckland (en) de 1989 à 2010.
Un des premiers corps de gouvernement local fut le « Mount Albert Highway District Board », qui fut mis en place en 1866 et devint le « Mount Albert Road Board » en 1883.
Le board des routes devint le Mount Albert Borough Council en 1911, et ensuite le Mount Albert City Council en 1978.
Il fut amalgamé avec le Conseil de la cité d’Auckland lors d’une réorganisation de la gouvernance des conseils des cités dans l’ensemble de la nation survenue en 1989.
Mount Albert a été une partie du secteur électoral du Mount Albert (en) depuis l’année 1946, à l’exception du terme de 1996 à 1999, quand il fut rattaché au zone électorale d’Owairaka (en).
Cet électorat a été tenu par Jacinda Ardern du parti travailliste (Labour Party) depuis le 25 février 2017.

### Maires (1911–1978) du Conseil du borough de Mount Albert
- Michael John Coyle, 1911–1914
- Murdoch McLean, 1914–1917
- Thomas Benjamin Clay, 1917–1921
- Alfred Ferdinand Bennett, 1921–1923
- Leonard Edgar Rhodes, 1923–1931
- Wilfred Fosberry Stilwell, 1931–1933
- Raymond Ferner, 1933–1936
- Henry Albert Anderson, 1936–1959
- Francis Gordon Turner, 1959–1968
- Frank Ryan, 1968–1978

### Maires (1978–1989, Conseil de la cité de Mount Albert)
- Frank Ryan, 1978–1989

## Bâtiments notables et éléments du paysage
- Mt Albert War Memorial Hall (en) - 773 New North Road.

C’est un important auditorium moderniste en forme de coquille à travée unique, construit en 1960 par les citoyens du borough de Mt Albert en mémoire de ceux qui ont donnés leur vie en service pour leur pays.
Le 24 septembre 1989, la dernière séance de décision de la fonction civique de la « City of Mt Albert » s’est tenu ici marquant l’acte final de 122 ans  d’autonomie de la gouvernance locale dans le secteur de Mt Albert.
- « Centre de loisirs de la communauté de Mt Albert » - 773 New North Road.
- « Rocket Park » : premier terrain de jeux des enfants dans les années 1960 avec une structure de jungle en métal formée comme des planètes, des étoiles, des comètes, et de vaisseaux spaciaux ou des soucoupes volantes.
- Mount Albert Baptist Church (en) - 732 New North Rd.

C’est une église moderniste des années 1950.
- St Mary's Catholic Church - 10 Kitenui Ave. Église catholique romaines à côté des autres églises.
- école Mariste (en) -Alberton Avenue - Roman Catholic School.
- collège Mariste (en) - 31 Alberton Ave. École secondaire catholique romaine.
- Ferndale House (en). 830 New North Road.

C’est une maison en bois de style gothique charpentier, située tout près de la principale zone de commerce.
Elle fut construite par Jonathon Tonson Garlick comme un cottage de 4 pièces en 1865 et étendue ensuite en 1881.
Sa veuve la vendit au « conseil du borough du Mt Albert (Mount Albert Borough Council) en 1940.
Le firme familiale Tonson Garlick fabriquait diverses fournitures.
La propriété se distingue par plusieurs énormes arbres de type pins de Norfolk plantés en 1860.
La maison est maintenant un lieu de réunion de la communauté,.
- Mt Albert Methodist Church. 831 New North Road.

Elle est située de l’autre côté de la route à partir de Ferndale et c’est une église en bois de style gothique méthodiste.
Les terrains pour sa construction furent donnés par un résident local: Mr Stone.
- Mr Stone's House. 4 Alexis Avenue. Une grande maison en maçonnerie dans le style italianisant.
- Ancien Post Office. 911 New North Road.

Un bâtiment en briques des années 1970 avec des tourelles caractéristiques de forme cylindrique.
- station de Mount Albert (en).

Ouverte en 1880, remise à neuf de façon significative en 2013–2016.
- Ancien cinéma nommé « Deluxe Cinema ». 960 New North Road.Bâtiment des années 1920.
- Mt Albert Presbyterian Church. 14 Mt Albert Road.
- l’Alberton (en). 100 Mt Albert Road.

Une grande maison en bois avec des tourelles caractéristiques, construite comme résidence pour Allan Kerr Taylor (en).
Cette maison de deux étages possède une véranda s’étendant tout autour de la maison et des tourelles dans le style anglo-Indien, probablement du à la famille, qui avait passé un certain temps en Inde avant de venir s’installer en Nouvelle-Zélande.
A l’origine cette propriété commandait un point de vue en direction de la ville d’Auckland au travers une centaine d’acres (soit 4 km²) de fermes.
Avec les années, la famille vendit ses terres pour un développement urbain conduisant à une réduction drastique du jardin et à la persistance d’un terrain de seulement un acre autours de la maison.
La femme d’Allan Kerr Taylor: Sophia fut un avocate virulente pour la cause du vote des femmes, mais aussi aussi une chanteuse, une jardinière et la mère de 10 enfants.
Elle fit fonctionner l’établissement pendant 40 ans après la mort de son mari avec ses trois filles non mariées, qui continuèrent à nouveau pour 40 ans de plus , la dernière ayant fait don de la maison pour le New Zealand Historic Places Trust en 1972.
Allan Kerr Taylor avait de son côté trois frères, qui vivaient près du fleuve Tamaki : Charles John Taylor au niveau de « Glen Orchard » (maintenant St Heliers), William Innes Taylor au niveau de Glen Innes, et Richard James Taylor au niveau de Glen Dowie.
Le nom de leurs propriétés devint plus tard le nom des banlieues correspondantes.
Des prétentions de l’existence d’une activité paranormale bien connu ont été rapporté à leur domicile.
- Le Crown Research Institute (en) 120 Mt Albert Rd.

Le bâtiment principal est une bloc s’élevant en hauteur, de style moderniste, des années 1960.(ancien bâtiment du Department of Scientific and Industrial Research (DSIR)
- école primaire (en) située sur Taylor's Road.

L’école a été construite sur son site actuel en 1940 à l’emplacement de la carrière Wilson.
- Mount Albert Grammar School (en) sur Alberton Avenue.

Le bâtiment principale datant de 1920s fut conçut par Walter Arthur Cumming (en).
Cette école est inhabituelle pour une installation urbaine dans la mesure où elle a un département orienté vers l’agriculture - c’est le dernier terrain ouvert, qui reste de la ferme d’Alberton.
- Le centre aquatique du Mt Albert (en) au 38 Alberton Ave, Mt Albert.
- Winstone House. 29 Summit Drive.

Une maison de la fin du XIXe siècle de style italien localisée sur les pentes du Mt Albert. Construite pour George Winstone dans Upper Symonds Street et relocalisé ici vers 1910. George Winstone fonda la firme de transport bien connue.
- Caughey House, 15 McLean Street.

Une maison caractéristique avec ses tourelles.
Déplacée à partir de Mt Albert en 1888, Andrew Caughey (de la société département des magasin Smith et Caughey’s (en)) construite sous forme d’une maison en bois de deux étages sur un terrain de 4 acres des terres d’Edward Allen.
L’architecte Arthur White (en) a conçu une maison de 16 pièces où Caughey, sa femme et ses 7 enfants vécurent jusqu’en 1923.
La propriété est maintenant une partie de l’école privée de collègue chrétien Hebron (en)
- l’ancien   St Helens Hospital (en). Au 28a Linwood Ave.

Il ouvrit officiellement le 15 février 1968.
Un des nombreux hôpital St Helens construits tout autour de la Nouvelle-Zélande depuis les années 1905 et nommés par le premier ministre Rt Hon Richard J Seddon d’après la ville de St Helens dans le conté de Merseyside, en Angleterre, près duquel il était né.
L’hôpital ferma le 12 juin 1990 après une cérémonie officielle de clôture.
La propriété fut achetée par le Auckland Institute of Studies (en) en 1992, remis en état et ré-ouvert l’année suivante sous le nom de « campus de l’institut St Helens ».

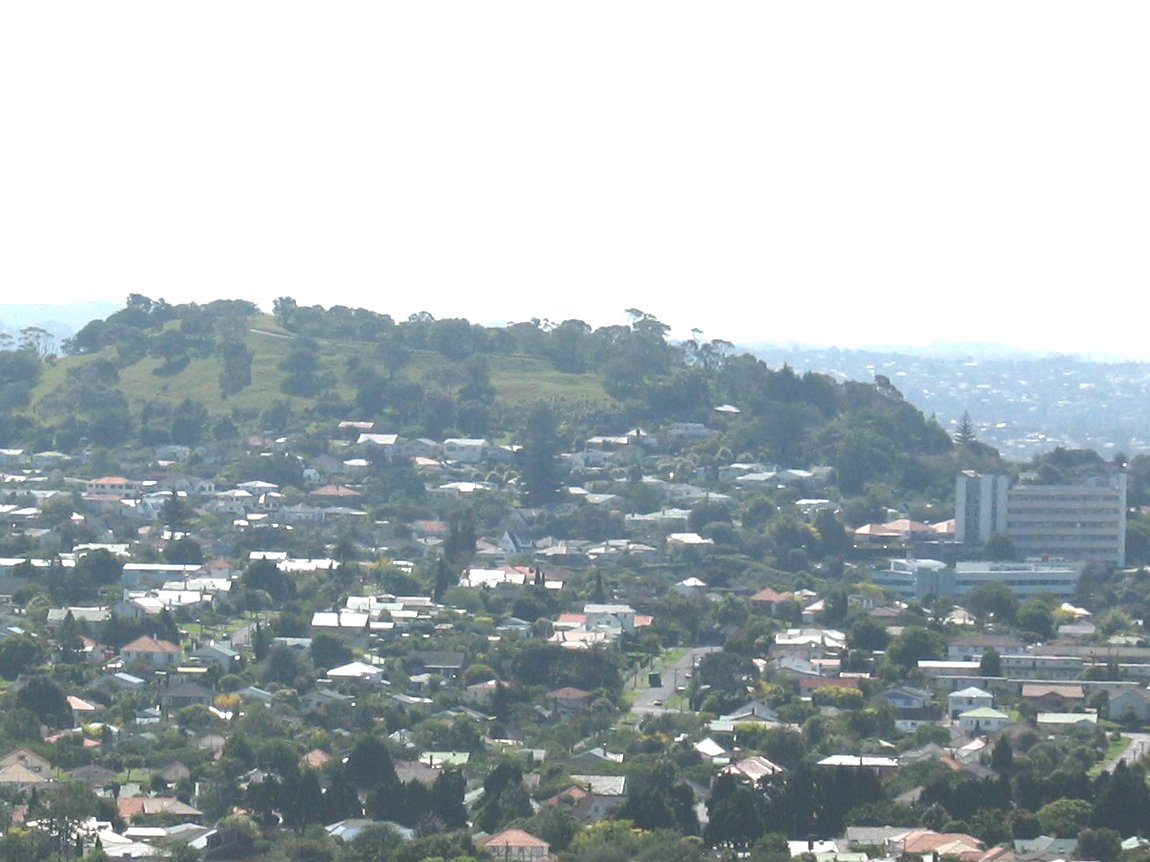
La banlieue de Mount Albert vue des Big King.
Le centre de recherche de Mt Albert visible sur la droite.

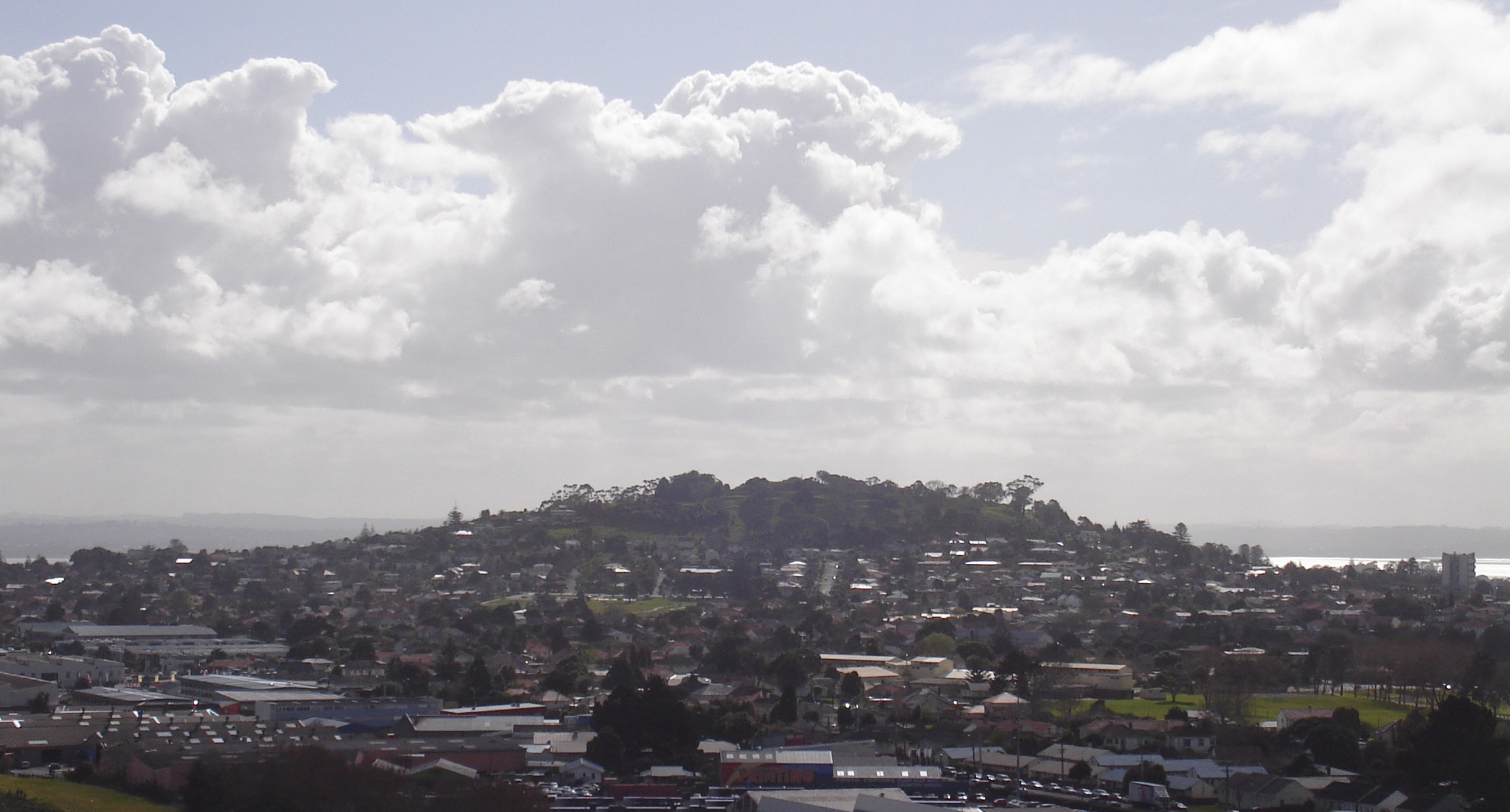
La banlieue de Mount Albert vue de Mount Roskill.

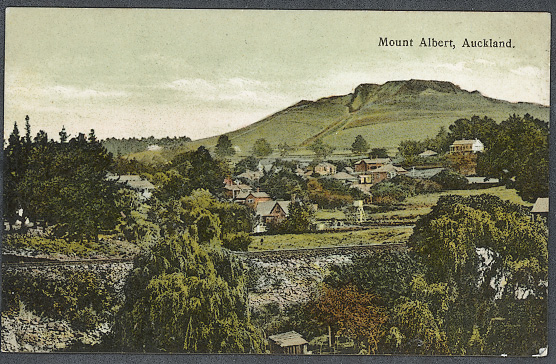
Mount Albert sur une carte postale des environs de l’année 1910

## Éducation
- Mount Albert Grammar School (en) (allant de l’année 9 à 13) avec un effectif de 3 232 élèves[14].

Ouverte en 1922, c’était une école seulement pour garçons jusqu’en 2000, quand elle devint mixte.
- collège Mariste (en) est une école secondaire catholique, intégré au public, pour filles, allant de l’année 7 à 13) avec un effectif de 776 élèves[16].

Le collège fut fondé en 1928, et à l’origine appelé collège des sœurs Marist changeant son nom en « collège Marist » en 2000.
- L’école Marist est une école catholique contribuant au primaire (allant de l’année 1 à 6) située sur le même site que le collège Marist.

Elle a un effectif de 286 élèves.
- l’école Mount Albert School (en) et « Gladstone Primary School » sont des écoles contribuant au primaire (allant de l’année 1 à 6) avec un effectif respectivement de  404 élèves et 755 élèves[19],[20].
- L’école de « Te Kura Kaupapa Māori O Nga Maungarongo » est une école primaire complète (allant de l’année 1 à 8) avec un effectif de 74 élèves[21].

C’est une école en immersion en langage Maori.
Toutes ces écoles, en dehors du collège Marist sont mixtes.
Les effectifs sont ceux de mars 2021
Les fournisseurs d’éducation supérieure du secteur sont le Auckland Institute of Studies (en) et le Unitec (en).

## Sports

### Association football
Mount Albert est le domicile du club de l’ association football Metro F.C. (en), qui participe aux compétitions dans le cadre du Lotto Sport Italia NRFL Premier (en), et le Mount Albert-Ponsonby (en) qui participe aux compétitions dans le cadre du Lotto Sport Italia NRFL Division 2 (en).

### League de rugby
Mount Albert est le domicile à la fois du Marist Saints (en) et du Mount Albert Lions (en) qui se sont séparés du Marist en 1927.
Les deux clubs sont en compétition dans le cadre du sommet de la division de la Auckland Rugby League (en) nommée « Fox Memorial ».

## Transport
Mount Albert est bien desservit par les trains et les bus, et est situé à seulement 7 km du CDB d’Auckland.
La station de chemin de fer est localisée de façon centrale, près de l’intersection de la nouvelle North Road et Mt Albert/Carrington Road.
La gare de Mount Albert (en) fait partie de la ligne ouest d’Auckland (en).
Les trains circulent régulièrement dans la cité et la banlieue ouest à proximité.
Le centre de tous les commerces et des activités d’affaire dans la banlieue de Mt Albert est localisé sur New North Road, grossièrement entre Richardson Road et Lloyd Avenue.

## Résidents notables
Le joueur de rugby Sonny Bill Williams et l’actrice Lucy Lawless ont tous les deux grandis dans la banlieue de Mount Albert.
L’ancien premier ministre Helen Clark,
L'acousticien Sir Harold Marshall et l’ancienne présentatrice de la télé : TVNZ's Breakfast (en) Petra Bagust (en) sont actuellement des résidents du secteur.
Le fameux athlète de la Nouvelle-Zélande: Sir Peter Snell (triple médaillé d’or Olympique et détenteur du record du monde du mile et aussi nommé athlète néozélandais du XXe siècle), a fait ses études et a été longtemps résident de Mt Albert, tout comme Bryan Williams, un grand All Black et président du NZRFU.

## Autres lectures
- (en) City of Volcanoes: A geology of Auckland, Searle, Ernest J.; revised by Mayhill, R.D.; Longman Paul, 1981.
- (en) Hayward, B.W., Murdoch, G. et Maitland, G., Volcanoes of Auckland: The Essential guide, Auckland University Press, 2011.